# Klaus Kastberger

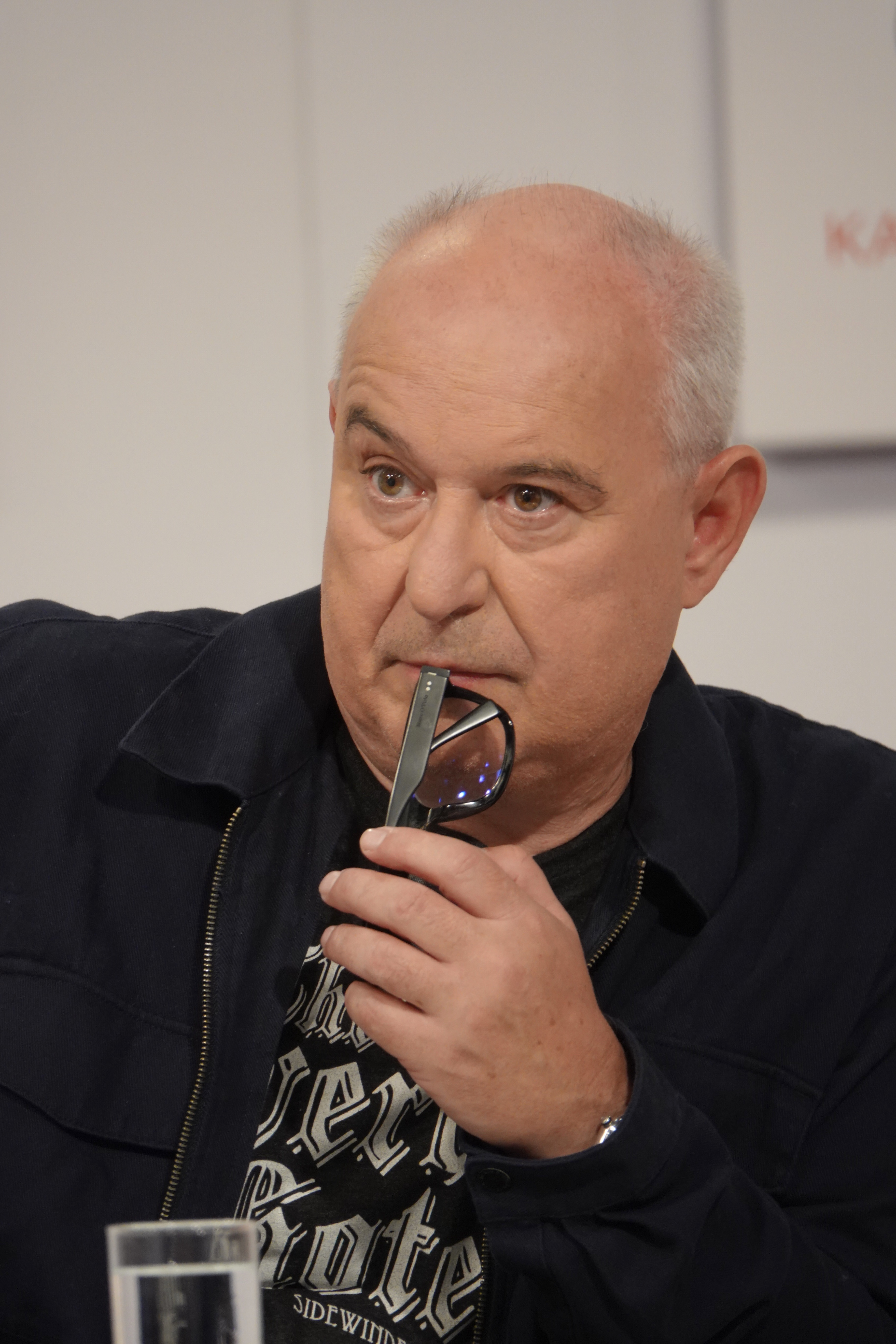
Klaus Kastberger beim Ingeborg-Bachmann-Preis 2023

Klaus Kastberger (* 19. April 1963 in Gmunden, Oberösterreich) ist ein österreichischer Germanist und Literaturkritiker (u. a. für ORF, Die Presse und Falter). Bekannt wurde er einem breiten Publikum als Juror des Ingeborg-Bachmann-Preises.

## Leben
Kastberger stammt aus einer Arbeiterfamilie und legte die Matura am Bundesgymnasium Gmunden ab. Danach studierte er Deutsche Philologie und Geschichte an der Universität Wien. Seine Diplomarbeit schrieb er zu Konrad Bayer und promovierte 1991 mit einer Arbeit über Friederike Mayröcker bei Wendelin Schmidt-Dengler.
Kastberger schrieb und veröffentlichte bis zum Beginn seines Studiums Gedichte. Nach einem Zusammentreffen mit einem zuständigen „Literaturförderbeamten“ beschloss er, von dieser Art der Förderung nicht abhängig sein zu wollen und seine Autorentätigkeit erst wieder aufzunehmen, wenn er über eine sichere Pension verfügt.
Von 1996 bis 2015 war Kastberger wissenschaftlicher Mitarbeiter am Literaturarchiv der Österreichischen Nationalbibliothek. Ebenso hielt er in dieser Zeit regelmäßig Lehrveranstaltungen an der Universität Wien ab. Im November 2003 reichte Kastberger seine Habilitationsschrift Vom Eigensinn des Schreibens. Produktionsweisen moderner österreichischer Literatur an der Universität Wien ein. Er erhielt im Dezember 2004 die Venia legendi für das Fach Neuere Deutsche Literatur. Im März 2015 übernahm er eine Professur für neuere deutschsprachige Literatur am Franz-Nabl-Institut für Literaturforschung der Universität Graz und zugleich die Leitung des Literaturhauses Graz. Im Oktober 2019 wurde seine Bestellung als Leiter des Literaturhauses vom Gemeinderat für die nächsten fünf Jahre bis 2025 beschlossen.
Seit 2015 ist er Juror beim Ingeborg-Bachmann-Preis, mit der Ausgabe 2024 folgte er Insa Wilke als Juryvorsitzender nach.
Kastberger hat zahlreiche Vortrags- und Lehrverpflichtungen im In- und Ausland wahrgenommen, er leitet Forschungsprojekte, gestaltet Ausstellungen und ist als Literaturexperte tätig. Er ist Gesamtherausgeber der neuen historisch-kritischen Ausgabe zum Werk Ödön von Horváths, die seit 2009 bei de Gruyter erscheint.

## Forschungsschwerpunkte
- Österreichische Literatur des 20. und 21. Jahrhunderts
- Textgenese, Materialität des Schreibens und Theorie des Archivs
- Edition (Ödön von Horváth)
- Avantgardeforschung, Interdisziplinarität des Schreibens
- Literaturkritik und Wissenschaftspublizistik

## Schriften (Auswahl)
- Reinschrift des Lebens: Friederike Mayröckers Reise durch die Nacht ; Edition und Analyse, Böhlau-Verlag, Wien/Köln/Weimar 2000, ISBN 978-3-205-99174-8
- Im Assessment-Center: Sprache im Zeitalter von Coaching, Controlling und Monitoring, Verlag Bibliothek der Provinz, Weitra 2007, ISBN 978-3-902416-08-7
- Vom Eigensinn des Schreibens: Produktionsweisen moderner österreichischer Literatur, Verlag Sonderzahl, Wien 2007, ISBN 978-3-85449-269-6
- Graz: Mit Schriftstellerinnen und Schriftstellern an besondere Orte der Stadt, Edition Kleine Zeitung, Graz 2018, ISBN 978-3-902819-92-5
- (Hg. gem. mit Stefan Maurer) Heimat und Horror bei Elfriede Jelinek, Verlag Sonderzahl, Wien 2018, ISBN 978-3-85449-512-3
- (Hg. gem. mit David J. Wimmer) Glitches, Bots und Strahlenkatzen. Gegenwart bei Clemens J. Setz, Verlag Sonderzahl, Wien 2022, ISBN 978-3-85449-599-4
- Alle Neune. Zehn Aufsätze zur österreichischen Literatur, Verlag Sonderzahl, Wien 2023, ISBN 978-3-85449-618-2

## Auszeichnungen
- 2023: Österreichischer Staatspreis für Literaturkritik[6]
- 2024: Ehrenzeichen des Landes Steiermark für Wissenschaft, Forschung und Kunst[7]

## Belege
1. ↑  SWR2 Zeitgenossen: "Ich war immer schon ein Besserwisser". In: ARD Audiothek. 11. Juli 2022, abgerufen am 4. September 2022.
2. ↑  Literaturhaus Graz: Klaus Kastberger wird verlängert, die Finanzierung erhöht. In: Kleine Zeitung. 17. Oktober 2019, abgerufen am 18. Oktober 2019.
3. ↑  Klaus Kastberger neuer Juryvorsitzender beim Bachmann-Preis. In: Salzburger Nachrichten/APA. 21. Dezember 2023, abgerufen am 21. Dezember 2023.
4. ↑  (unter anderem: handkeonline.onb.ac.at)
5. ↑  Ödön von Horváth Gesamtausgabe
6. ↑  Kastberger erhält Staatspreis für Literaturkritik. In: ORF.at. 27. März 2023, abgerufen am 27. März 2022.
7. ↑  Hohe Landesauszeichnungen an 16 steirische Persönlichkeiten. In: steiermark.at. 6. Mai 2024, abgerufen am 6. Mai 2024.

| Personendaten    | Personendaten              |
| ---------------- | -------------------------- |
| NAME             | Kastberger, Klaus          |
| KURZBESCHREIBUNG | österreichischer Germanist |
| GEBURTSDATUM     | 19. April 1963             |
| GEBURTSORT       | Gmunden, Oberösterreich    |